# Silverlines
Silverlines è il singolo di debutto del cantante italiano Damiano David, pubblicato il 27 settembre 2024 come primo estratto dal primo album in studio Funny Little Fears.

## Descrizione
Si tratta di una power ballad dal genere gospel e soul scritta dallo stesso artista assieme a Sarah Hudson, Ferras Alqaisi e Labrinth; quest'ultimo anche responsabile della produzione. È anche il suo primo lavoro da solista.

## Promozione
David ha eseguito il brano per prima volta a Che tempo che fa, oltre che al Tonight Show di Jimmy Fallon.

## Video musicale
Il video, diretto da Nono + Rodrigo, è stato pubblicato in concomitanza con l'uscita del brano attraverso il suo canale YouTube ed è finito in lizza per cinque riconoscimenti ai Videoclip Italia Awards. Il 9 ottobre seguente ne è stato diffuso uno per la versione orchestrale, girato al Teatro Grande.

## Tracce
Testi e musiche di Damiano David, Labrinth, Sarah Hudson e Ferras Alqaisi, eccetto dove indicato.
Download digitale, streaming
1. Silverlines – 3:17

7"
- Lato A

1. Silverlines
2. Born with a Broken Heart (Damiano David, Sarah Hudson, Mark Schick, Jason Evigan)

- Lato B

1. Silverlines (Orchestral Version)

## Formazione
Hanno partecipato alle registrazioni, secondo le note di copertina:
Originale
- Damiano David – voce
- Labrinth – produzione
- Randy Merrill – mastering
- Spike Spent – missaggio

Orchestral Version
Registrata presso lo Bloom Recording Studio, Roma
- Damiano David – voce
- Sofia Roberta Carta Pragliola – cori
- Pietro Bombardelli – cori
- Jan Tarchiani – cori
- Silvia Zanetti – pianoforte
- Carola Avola – timpani
- Giuseppe Scaglione – violoncello
- Aurora Macci – violoncello
- Estella Candito Miliopulu – violoncello
- Sofia Volpiana – violoncello
- Riccardo Savinelli – viola
- Moises Daniel Sandoval Rodriguez – viola
- Luicelis Vasquiz Montilla – viola
- Carlos Parra – viola
- Federica Vignoni – violino
- Lorenzo Olivero Juarez – violino
- Hinako Kawasaki – violino
- Paul Leonardo Bravo Garcia – violino
- Teodora Di Fede – violino
- Natalia Dudynska – violino
- Erika Fini – violino
- Amalia Candido – violino
- Akito Norgia Davide – violino
- Katsiaryna Yarmanata – violino
- Enrico Melozzi – direzione d'orchestra, arrangiamento, arrangiamento orchestrale
- Francesca Raponi – produzione orchestrale esecutiva
- Fabrizio Ferraguzzo – produzione
- Fabio Ferri – ingegneria del suono
- Federico Stoch – mastering, missaggio

## Classifiche
| Classifica (2024) | Posizione massima |
| ----------------- | ----------------- |
| Italia            | 85                |

## Date di pubblicazione
| Paese | Data              | Formato                      | Etichetta | Nota   |
| ----- | ----------------- | ---------------------------- | --------- | ------ |
| Mondo | 27 settembre 2024 | Download digitale, streaming | Arista    | [ 10 ] |
| Mondo | 6 dicembre 2024   | 7"                           | Arista    | [ 11 ] |

## Riconoscimenti
- Videoclip Italia Awards[12]
  - 2025 – Miglior videoclip pop
  - 2025 – Miglior scenografia
  - 2025 – Candidatura alla miglior fotografia
  - 2025 – Candidatura al miglior montaggio
  - 2025 – Candidatura al miglior color granding